# Прощай, мой друг
«Прощай, мой друг» — песня российской певицы Ольги Орловой, посвящённая скончавшейся от опухоли головного мозга певице Жанне Фриске, которая являлась лучшей подругой певицы.

## История
Официальный релиз сингла состоялся в феврале 2016 года. Трек был анонсирован в официальном Инстаграме Ольги Орловой, а также в Инстаграме, посвящённом Жанне Фриске. За два дня до релиза, Ольга написала о песне в своём Инстаграме: «Я уверена, что она найдёт отклик в сердцах миллионов людей, так как эта тема близка каждому… Я посвятила её Жанне. Это мой долг».
Музыку и текст припева к песне написал Максим Фадеев, а куплеты написала сама Ольга Орлова. По словам Максима Фадеева, он собирался сам написать песню специально для Жанны Фриске ещё при её жизни, но не сделал это по определённым причинам.
... Когда ее не стало, я решил все равно выполнить свое обещание. Я написал музыку песни. Чтобы это было по-честному, от первого лица.Максим Фадеев
После выхода песни многие поклонники Жанны Фриске отнеслись к ней скептично, утверждая, что Орлова пиарится на её имени.

## Видеоклип
29 февраля 2016 года на официальном канале Ольги Орловой в YouTube состоялась премьера клипа на песню «Прощай, мой друг», режиссёром которого выступила сама певица. По сюжету видеоклипа Ольга, одетая в чёрное траурное платье, находится в церкви и молится. На протяжении всего клипа, в нём появляются фотографии Жанны Фриске, а также фрагменты из её видеоклипов. За несколько дней клип набрал полмиллиона просмотров в Сети.

## Реакция критиков
Алексей Мажаев из InterMedia поставил синглу 3 балла из 5 возможных. По мнению рецензента, у Максима Фадеева «всё получилось далеко не так трогательно с мелодической точки зрения». Мажаевым был положительно оценён текст песни, который «не содержит ничего лишнего». Также рецензент отметил исполнение песни Ольгой Орловой. «Подача Ольги строга и печальна, при этом не допускающая никакого надрыва» — говорит Алексей.